# Other People
"Other People" é uma canção gravada pela artista musical norte-americana LP para seu terceiro extended play, Death Valley, e seu quarto álbum de estúdio Lost on You (2016). Foi lançada em 11 de novembro de 2016, através da Vagrant e Warner Bros. Records, servindo como terceiro single de divulgação do álbum.

## Faixas e formatos
| Download digital |                |         |  |
| N.º              | Título         | Duração |  |
| 1.               | "Other People" | 4:04    |  |

## Desempenho nas paradas musicais

### Posições
| Tabela musical (2016)                                  | Melhor posição |
| ------------------------------------------------------ | -------------- |
| França (Syndicat National de l'Édition Phonographique) | 117            |
| Hungria (Magyar Hanglemezkiadók Szövetsége)            | 38             |
| Itália (Federazione Industria Musicale Italiana)       | 45             |

### Certificações
| País (Empresa) | Certificação |
| -------------- | ------------ |
| Itália (FIMI)  | Ouro         |

## Histórico de lançamento
| País   | Data                   | Formato           | Gravadora                       |
| ------ | ---------------------- | ----------------- | ------------------------------- |
| Itália | 11 de novembro de 2016 | Download digital  | X-Energy, Vagrant, Warner Bros. |
| Itália | 11 de novembro de 2016 | Rádios mainstream | X-Energy, Energy Production     |